# 飄然火

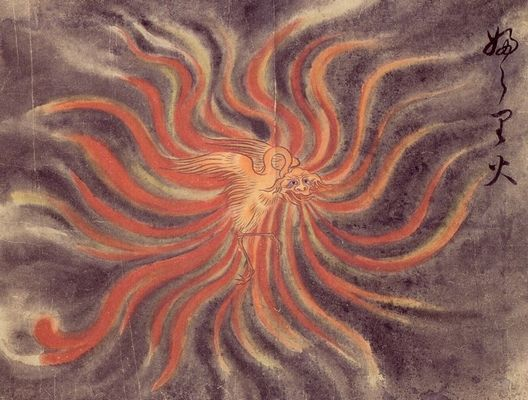
佐脇嵩之『百怪圖卷』「ふらり火」

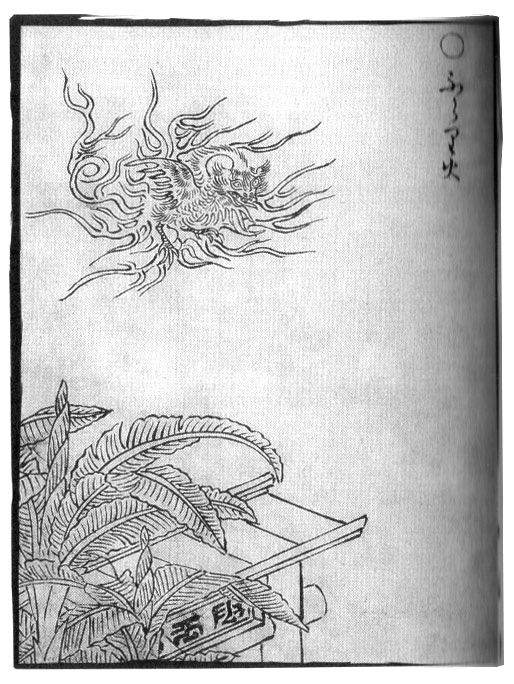
鳥山石燕『畫圖百鬼夜行』より「ふらり火」

飄然火（ふらり火）是鳥山石燕的『畫圖百鬼夜行』、佐脇嵩之的『百怪圖卷』等日本古典妖怪畫中的火之妖怪。

## 概要
『百怪圖卷』等作品中描繪成狗頭鳥身在一團火炎中，『畫圖百鬼夜行』則是鳥在一團火炎中，鳥面類似印度神話的迦樓羅。
畫中無解說文，所以不知是何種妖怪，但是，由於是火的化身，因此有未受供養的死者靈魂，在現世徘徊變化而成之說。

## 類話
富山縣富山市磯部町的神通川流域磯部堤，直到明治初期有「ぶらり火」出現的傳說。
天正年間，富山城主佐佐成政有名為「早百合」的美妾，受到成政寵愛，因而被奧女中冷落。某日，奥女中讒言早百合私通成政以外的男人。成政信以為真將早百合處死，吊在磯部堤的樹上。早百合一族計18人雖也以同罪被處刑，因無實之罪被殺的一族在詛咒成政後死去。
以來，毎晩當地都會出現稱為「ぶらり火」或「早百合火」的怪火，據說若呼喚「早百合、早百合」，就會出現充滿怨恨，披頭散髮的女性人頭。一說，成政日後敗給豐臣秀吉，據說也是因為早百合的怨靈作祟。

## 脚注
1. 1 2 3  多田 2000，第166頁
2. ↑  多田克己. . Truth In Fantasy IV. 新紀元社. 1990: 325. ISBN 978-4-915146-44-2.
3. ↑  石崎 1976，第115-116頁
4. ↑  石崎 1976，第52-53頁.